# Zenkovci
Zenkovci (madžarsko Zoltánháza, prekmursko Zenkouvci, nemško Zelting) so naselje v Občini Puconci. Je obcestna vas na podnožju Goričkega, tik pod Bodonskim bregom, ob regionalni cesti Murska Sobota – Grad. Od Murske Sobote je oddaljena 12 kilometrov. Okrog vasi je ravnica, ki je že od nekdaj nudila dobre pogoje za kmetijstvo. Vas ima tudi dva večja zaselka Romov, prvi je ob bližnjem Zenkovskem potoku, imenovan Pesek, drugi je na jugovzhodnem delu vasi, imenovan Erjavi breg.

## Prireditve
- Leta 1928 in 1955 Borovo gostüvanje.